# Сьюзен Сазерленд Айзекс
Сьюзан Сазерленд Айзекс, CBE (до шлюбу Фейргерст; 24 травня 1885 — 12 жовтня 1948; також відома як Урсула Вайз) — педагогічна психологиня і психоаналітикиня Ланкаширу. Вона публікувала дослідження про інтелектуальний і соціальний розвиток дітей і сприяла розвитку дитячих садків. Для Айзекс найкращим способом навчання дітей був розвиток їхньої самостійності. Вона вважала, що найефективнішим способом досягнення цього є гра, а роль дорослих і ранніх педагогів полягає в тому, щоб направляти гру дітей.

## Ранні роки й освіта
Сюзан Сазерленд Фейргерст народилася в 1885 році в Тертоні, графство Ланкашир, у сім'ї Вільяма Фейргерста, журналіста та методистського проповідника, та Міріам Сазерленд. Її мати померла, коли їй було 6 років. Невдовзі після цього вона відчужилася від батька після того, як він одружився з медсестрою, яка доглядала її матір під час її хвороби. У 15 років батько забрав її з Болтонської середньої школи, тому що вона прийняла атеїстичний соціалізм. Батько відмовлявся говорити з нею протягом 2 років. Вона залишалася вдома з мачухою до 22 років. Спочатку вона навчалася у фотографку, а потім почала викладацьку кар'єру гувернантки в англійській родині.
У 1907 році Сюзан Сазерленд Фейргерст вступила на навчання вчительки маленьких дітей (від 5 до 7 років) до Манчестерського університету. Потім перевелася на курс навчання і закінчила його в 1912 році, отримавши перший ступінь з філософії. Вона отримала стипендію в Психологічній лабораторії Ньюнем-коледжу, Кембридж, і здобула ступінь магістра в 1913 році.

## Кар'єра
Сюзан Сазерленд Фейргерст також навчалася та практикувала як психоаналітикиня після аналізу психоаналітика Джона Карла Флюгеля (1884—1955). У 1921 році вона стала асоційованою членкинею нещодавно створеного Британського психоаналітичного товариства, а в 1923 році отримала повноправне членство. Того ж року вона розпочала власну практику. Пізніше вона пройшла короткий аналіз з Отто Ранком, а в 1927 році пройшла подальший аналіз з Джоан Рів'єр, щоб отримати особистий досвід і розуміння нових ідей Мелані Кляйн щодо дитинства. Айзекс також сприяла популяризації робіт Кляйн, а також теорій Жана Піаже та Зигмунда Фрейда. Спочатку вона була в захваті від теорій Піаже про інтелектуальний розвиток маленьких дітей, хоча пізніше вона критикувала його схеми етапів когнітивного розвитку, які не ґрунтувалися на спостереженнях за дітьми в їх природному середовищі, на відміну від її власних спостережень у школі Malting House.
Між 1924 і 1927 роками вона була керівницею школи Malting House у Кембриджі, яка є експериментальною школою, заснованою Джеффрі Пайком. Школа сприяла індивідуальному розвитку дітей. Діти отримали більше свободи і підтримувалися, а не каралися. Вчителі розглядалися як спостерігачі за дітьми, які вважалися дослідниками. Її робота мала великий вплив на ранню освіту і зробила гру центральною частиною навчання дитини. Сьюзен Сазерленд Айзекс твердо вірила, що гра — це робота дитини.
Між 1929 і 1940 роками вела колонку порад під псевдонімом Урсула Вайз, відповідаючи на проблеми читакок та читачів у кількох журналах про догляд за дітьми, зокрема «The Nursery World» і «Home and School».
У 1933 році вона стала першою керівницею відділу розвитку дитини в Інституті освіти Лондонського університету, де започаткувала курс поглибленого розвитку дитини для вчителів маленьких дітей. Її кафедра мала великий вплив на вчительську професію та заохочувала професію розглядати психодинамічну теорію з психологією розвитку.

## Підхід
Сьюзен Сазерленд Айзекс стверджувала, що важливо розвивати в дітей навички чітко мислити та здійснювати незалежні судження. Розвиток самостійності дитини корисний для її розвитку як особистості. Вона вважала батьків основними вихователями, а інституційний догляд за дітьми віком до 7 років — потенційно шкідливим. Діти найкраще навчалися через власну гру. Для Сазерленд Айзекс гра передбачає постійний експеримент: «у будь-який момент може спалахнути нова лінія запиту чи аргументації, зробити новий крок у розумінні».
Таким чином, гра розглядається як робота дітей, а соціальна взаємодія є важливою частиною гри та навчання. Емоційні потреби дітей також дуже важливі, і символічна та фантазійна гра може стати вивільненням почуттів дитини. «Гра з уявою, перш за все, створює практичні ситуації, які часто можуть бути використані заради них самих, і це призводить до фактичного відкриття або словесного судження та міркування». Отже, роль дорослих полягає в тому, щоб керувати грою дітей, але загалом вони повинні мати свободу досліджувати. У її книзі «Інтелектуальний розвиток дітей раннього віку» пояснюється точка зору дослідниці.
Проте Сазерленд Айзекс не була прихильницею неконтрольованого самовираження: скоріше, вона наголошувала на важливості у розвитку дитини інтерналізації того, що вона називала «добрим-суворим» батьком — тим, хто здатний контролювати інстинкти дитини та запобігати їх нестримній силі від шкоди собі чи іншим. Вона також була однією з перших, хто розглянули і оскаржили етапи розвитку дитини в теорії Жана Піаже.
Під час суперечливих дискусій Британського психоаналітичного товариства Сазерленд Айзекс Айзекс представила впливову позицію 1943 року, в якій виклав клейніанський погляд на фантазію. Там вона стверджувала, що «несвідомі фантазії справляють безперервний вплив протягом усього життя, як на нормальних, так і на невротичних людей», додаючи, що в аналітичній ситуації «ставлення пацієнта до його аналітика майже повністю є несвідомими фантазіями». Однак її вислів було критиковано як своєрідний «панінстинктивізм», який надмірно спрощує спектр і обсяг фантазії до суто інстинктивної мети.

## Шлюби
Сьюзен Сазерленд Фейргерст почала читати серію лекцій з навчання дітей у Дарлінгтонському коледжі; з логіки в Манчестерському університеті; та психології в Лондонському університеті. 
У 1914 році вона одружилася з Вільямом Бродгерстом Браєрлі, викладачем ботаніки. Через рік вони переїхали до Лондона, де вона стала наставницею Робітничої освітньої асоціації (WEA), а з 1916 року читала лекції з психології в Лондонському університеті. 
У 1922 році вона розлучилася з Браєрлі та пошлюбила Натана Айзекса (1895—1966), торговця металами, який співпрацював з нею в її подальшій роботі.

## Останні роки
У 1935 році у Сьюзен Сазерленд Айзекс розвинувся рак, і вона боролася з хворобою до кінця свого життя. У 1937 році вона все ж змогла поїхати в тур по Австралії та Новій Зеландії; і після переїзду до Кембриджа в 1939 році вона провела Кембріджське дослідження евакуації, яке вивчало вплив евакуації на дітей. У 1948 році вона була нагороджена CBE.
Померла від раку 12 жовтня 1948 року у віці 63 років. У Національній портретній галереї в Лондоні є кілька її портретів.

## Публікації
- Вступ до психології, Methuen Press, (Лондон, 1921)
- Nursery Years, Routledge, (Лондон, 1929).
- Біологічні інтереси маленьких дітей, (1929)
- Інтелектуальний розвиток маленьких дітей, Рутледж і Кеган Пол, (Лондон, 1930)
- Behavior of Young Children, Routledge & Sons (Лондон, 1930)
- Психологічні аспекти розвитку дитини, Еванс з Лондонським університетом, Інститут освіти, (Лондон [1930]) (вперше опубліковано як Розділ II випуску 1935 року Year Book of Education).
- Діти, яких ми навчаємо: сім-одинадцять років, Лондонський університет, Інститут освіти, (Лондон, 1932)
- Соціальний розвиток маленьких дітей: дослідження початків, Routledge і Kegan Paul, (Лондон, 1933).
- Керівництво дитиною. Пропозиції щодо ігрової кімнати клініки , Рада з виховання дітей (Лондон, 1936 р.)
- Кембриджське дослідження евакуації. Дослідження соціального забезпечення та освіти часів війни. Під редакцією Сьюзан Айзекс у співпраці з Сібіл Клемент Браун і Робертом Х. Таулессом. Автори: Джорджина Батерст, Сібіл Клемент Браун [та інші] тощо. , Methuen Press (Лондон, 1941).
- Дитинство і після. Деякі есе та клінічні дослідження , Routledge & Kegan Paul (Лондон, 1948).
- Проблеми дітей і батьків, Methuen Press, (Лондон, 1948)
- «Природа та функція фантазії» за ред. Джоан Рів'єр, Розвиток психоаналізу Hogarth Press (London 1952)

## Особисті документи
Колекції особистих документів Айзек можна знайти в архіві Інституту освіти Лондонського університету (посилання: DC/SI)  (онлайн-каталог); Архіві Британського психоаналітичного товариства (Ref PE/ISA)  (онлайн-каталог); та Архівному центрі Британського та іноземного шкільного товариства (BFSS) .